# 트리부누스
트리부누스(라틴어: Tribunus)는 고대 로마의 여러 임명직 관료들의 칭호이다. 이중에 가장 중요한 두 지위는 호민관/트리부누스 플레비스와 천부장, 대대장/트리부누스 밀리툼이었다. 로마 역사 대부분 기간에, 평민 계급을 대신하여 개입하고 부적절한 법률 제정을 거부하는 중재권 (ius intercessionis)의 권한을 가진
, 10명으로 된 호민관 기관이 원로원과 매년 선출된 행정관의 권력을 제한하는 역할을 했다. 또한 로마군의 일부를 지휘하고, 집정관, 법무관, 대행정무관, 레가투스 등의 상위 관직의 하급자에 속하는 트리부누스 밀리툼도 있었으며, 로마군 내에는 다양한 장교들이 트리비누스라고도 알려져 있었다. 또한 이 칭호는 로마 역사에 있어서 몇몇 지위들과 계급에서도 사용되었다.